# Fex
Fex (часто стилизуется как FEX) — немецкая группа из Киля, образованная в 1983 году. Известна как исполнитель песни «Subways of Your Mind», так называемой «самой загадочной песней в Интернете», которая была предметом 17-летнего интернет-поиска с целью определить оригинального исполнителя.

## История
Изначально группу, которой в последствие предстояло стать FEX, основал в 1977 году Михаэль Хедрих, назвав её Phret. Позднее, в 1982 Михаэль Хедрих вместе с Туре Рюквардтом и Норбертом Циерманном создают еще одну группу под названием Modulators: в нее входят Хайно Шуберт (барабаны), Карл-Хайнц Экерт (клавишные) и, жена Туре – Илона Рюквардт (вокал). В том же году они выпустили 7-дюймовый EP под названием Hygiene Hygiene Hygiene Hygiene. 3 декабря 1983, Phret стали финалистами конкурса Hörfest, проводимого немецкой телерадиокомпанией NDR. Илона была ведущей вокалисткой, прежде чем ушла в декретный отпуск, что побудило Тура стать певцом.
В 1983 Рюквардт, Хедрих и Циерманн основали группу «FEX». Название группы  происходит от южнонемецкого сленгового слова, обозначающего «фанатик», «ботаник», или же человека, страстно увлеченного чем-либо. В качестве барабанщика в группу взяли Ханса-Раймера Зиверса который и придумал логотип группе. В сентябре 1984 они победили на фестивале новичков в Брембер Глокке и отправились в турне с концертными выступлениями по северной Германии. Примерно в это же время они записывали различные демо-версии своих композиций в студии Hawkeye в Бремене. Среди них была известная сегодня как «Самая загадочная песня в Интернете» Subways of Your Mind.
В 1985, Михаэль переезжает в Мюнхен, на его место в группу приходит Дирк Райхардт. В это время Илона Рюквардт возвращается в качестве вокалистки. Группа распалась в промежутке между 1986 и 1987 годами.

## Воссоединение
После того как песня группы Subways of Your Mind стала интернет-феноменом в 2019 году, 4 ноября 2024 года, была подтверждена информация о группе на тематическом разделе Reddit. 7 ноября, Туре Рюквардт, Михаэль Хедрих и Норберт Циерманн появились в прямом эфире немецкой радиостанции NDR1 в Киле, где дали небольшое интервью, и исполнили акустическую версию «Subways of Your Mind». 8 ноября, Ханс Зиверс связался с NDR 1 для интервью, прочитав о воссоединении группы в местной газете, и впоследствии вернулся в группу. 14 ноября, группа начала вести свой YouTube канал FEX band.
5 декабря 2024, на телеканале ZDF показали трёх минутное видео, в котором был продемонстрирован процесс работы группы над перезаписью песни Subways of Your Mind. 9 декабря берлинский независимый лейбл The Outer Edge анонсировал выпуск оригинальной демо-версии «Subways of Your Mind» на 7-дюймовой виниловой пластинке в качестве сингла вместе с песней «Heart in Danger» на стороне B; релиз запланирован на январь 2025 года.
13 января 2025, в 17:20 по московскому часовому поясу (в 14:20 по UTC) на радио NDR впервые была повторно транслирована качественная радио версия песни «Subways of Your Mind». 14 января 2025, радио версия получила цифровой релиз.
В феврале 2025 группа объявила что Ханс Зиверс покидает состав FEX по личным причинам и семейным обязательствам. 28 февраля 2025, FEX выпустила ремастер демо версии «Subways of Your Mind», которая, в отличие от радио версии, имеет концовку.
В мае 2025, лейбл The Outer Edge анонсировал выпуск LP «Skyscraper» из 9 треков, 5 из которых ранее не слышаемые, релиз состоялся 12 июля 2025.

## Состав

### Текущие участники
- Туре Рюквардт — вокал, гитара (1983—1987, с 2024)
- Михаэль Хедрих — клавишные, гитара (1983—1985, с 2024)
- Норберт Циерманн — бас-гитара (1984—1985, с 2024)

### Бывшие участники
- Ханс-Раймер Зиверс — ударные (1983—1987, 2024–2025)
- Илона Рюквардт — вокал (1983—1984; 1985–1987)
- Дирк Райхардт – клавишные (1985–1987)
- Йорг Лемке — бас-гитара (1983—1984)[17]

## Дискография

### Релизы
| Год  | Название             | Примечания                      |
| ---- | -------------------- | ------------------------------- |
| 1984 | Goldrush             | FEX DEMO (EP)                   |
| 1984 | Subways of Your Mind | FEX DEMO (EP)                   |
| 1984 | Heart In Danger      | FEX DEMO (EP)                   |
| 1984 | Talking Hands        | FEX DEMO (EP)                   |
| 1985 | Jenny                | Альбом Zeus Top Hits            |
| 2024 | Subways of Your Mind | DEMO                            |
| 2024 | Subways of Your Mind | Live at the Roxi Paderborn 1985 |
| 2025 | Subways of Your Mind | TMMS version                    |
| 2025 | Subways of Your Mind | Remastered Demo Mixes           |
| 2025 | Subways of Your Mind | Remastered Demo Mixes           |
| 2025 | Skyscraper           | Skyscraper LP                   |
| 2025 | I Got My Eyes On You | Skyscraper LP                   |
| 2025 | Dirty Slapstick      | Skyscraper LP                   |
| 2025 | Strange Feeling      | Skyscraper LP                   |
| 2025 | Subways Of Your Mind | Skyscraper LP                   |
| 2025 | Goldrush             | Skyscraper LP                   |
| 2025 | Heart In Danger      | Skyscraper LP                   |
| 2025 | Talking Hands        | Skyscraper LP                   |
| 2025 | Jenny                | Skyscraper LP                   |

### Другие песни[25][26]
- We Don't Want It No More
- Right and Wrong
- It's Good to Know
- Hard Ride
- Second Hand Love
- Persecution Mania
- Influence
- Talk About
- Killing Joke
- Dead End
- Promise
- Epcot